# Jiménez (Chihuahua)
Jiménez è un comune del Messico, situato nello stato di Chihuahua.